# لكراير (عرب صباح اغريس)
لكراير هي إحدى مشيخات المملكة المغربية، تتبع جغرافيا لإقليم الرشيدية وإداريًا لعرب صباح اغريس. يقدر عدد سكانها بـ 1676 نسمة حسب الإحصاء الرسمي للسكان والسكنى لسنة 2004.